# Premio Georges Sadoul
Il premio Georges Sadoul (in francese Prix Georges-Sadoul), a partire dal 1993 ridenominato Premio Georges e Ruta Sadoul (Prix Georges-et-Ruta-Sadoul), è stato un premio cinematografico francese per opere prime e seconde.

## Storia
Assegnato dal 1968 al 2001 dall'Association des Amis de Georges Sadoul, il premio era intitolato a Georges Sadoul, critico cinematografico e storico del cinema francese scomparso nel 1968, ed alla moglie Ruta, collaboratrice del marito, morta nel 1993. Il premio veniva assegnato annualmente ad un film francese e ad uno straniero.